# Mary-folyó (Északi terület)
Az Északi területen található Mary-folyó Ausztrália északi részén folyik keresztül, a Mary River Nemzeti Park területén található. A folyó alsó szakaszain jelölte ki a BirdLife International az Adelaide and Mary River Floodplains  madárvédelmi körzet határait. A folyó bal parti mellékfolyója a MacKinlay-folyó.
A folyó és a folyó környéki vadon élővilága igen változatos. Megtalálhatóak a vidéken többek közt a wallabik, a vízibivalyok, a  dingók, különféle hüllőfajok, kígyók, és sósvízi krokodilok is.
A folyó vizében élő számos halfajnak köszönhetően a terület kedvelt horgászhelynek számít.

## Fordítás
Ez a szócikk részben vagy egészben  a   Mary River (Northern Territory) című angol Wikipédia-szócikk ezen változatának fordításán alapul.  Az eredeti cikk szerkesztőit annak laptörténete sorolja fel. Ez a jelzés csupán a megfogalmazás eredetét és a szerzői jogokat jelzi, nem szolgál a cikkben szereplő információk forrásmegjelöléseként.